# Shanghai-Universität

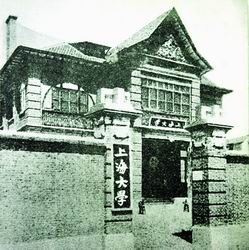
Universität in den 1920er Jahren

Die Shanghai-Universität (chinesisch 上海大学, Pinyin Shanghai Dàxué) ist eine erstmals 1922 gegründete und 1994 wiedergegründete, staatliche Universität in der Volksrepublik China. Sie hat ihren Sitz in Shanghai.
Die Universität gehört zu den Universitäten des Projekts 211 und hatte 2005 rund 38.000 Studenten und knapp 2.500 wissenschaftliche Angestellte.